# ريم القاضي
ريم القاضى (1973) هي فنانة متعددة الاختصاصات تعمل وتقطن في بيروت. وُلدت في بافلو (بوفالو (نيويورك)) بنيويورك وتربت في مدينة بغداد بالعراق خلال السبعينيات من القرن الماضى، ثم عادت إلى الولايات المتحدة إثر اندلاع الحرب العراقية الإيرانية. 

## دراستها
حصلت ريم القاضى على بكالوريوس الفنون الجميلة من معهد كاليفورنيا للفنون، حيث تتلمذت على يد مايكل آشر. كما حصلت على ماجستير الفنون الجميلة من جامعة كاليفورنيا (إرفاين).

## المشروعات التي عملت عليها
- في 2015 كانت عضو زمالة أكاديمية Schloss Solitude بمدينة شتوغارت للفن التشكيلى.[3]
- في 2014 عملت على مشروع «اتصالات من ميدان الاحتكاك (كل شعرة هي لسان)»[1] خلال إقامتها في مؤسسة الشارقة للفنون مشاركةً في برنامج لتبادل الخبرات الفنية.
- في 2012 كانت عضو مؤقت في بيت نسائى بقرية جمَّاعين في الضفة الغربية بفلسطين، حيث عملت على مشروعها «حزم شعر مجمّعة» بمساعدة نساء البلدة،[4] بالتعاون مع مركز المعمار الشعبى "رواق" في رام الله ومؤسسة المعمل للفن المعاصر بالقدس.
- في 2012 شاركت في برنامج إقامة لتبادل الخبرات الفنية في مؤسسة دارة الفنون بعمان عبر مبادرة ريجين ساهاكيان «صدى» للفن العراقى المعاصر[5]
- في 2011 شاركت في برنامج إقامة لتبادل الخبرات الفنية في مؤسسة دار المأمون بتسلطانت، المغرب. ثم في بلدة تحناوت بإقليم الحوز المغربى مستقلةً عن أي دعم مؤسسى.
- في 2010 قضت شهراً واحداً في حى إيتوان بمدينة سيول في المشروع الفنى «دو بي باكسا».[6]
- في 2010 شاركت في برنامج إقامة لتبادل الخبرات الفنية في بوست، لوس أنجلوس.[7]
- في 2009 شاركت في برنامج إقامة لتبادل الخبرات الفنية في معرض تاون هاوس بالقاهرة[8] حيث قامت بتجميع المواد اللازمة للإصدار المحدود لكتابها الفنى «دُمر في بغداد، أُصلح في القاهرة: دليل المشاهد للممارسة المؤقتة للفن في حى ميكانيكا السيارات». وفي ذاك العام قامت بطباعة الإصدار المحدود لكتابها الفنى «بطاقات بريدية من الفرقة السرية».[9]

تم عرض أعمالها في بينالى الشارقة الدولى الثانى عشر، وفي المتحف الجديد (متحف أُسس في نيويورك)، وفي معرض القدس 2012، وفي دوكومنتا(13)، وفي بينالى القاهرة 2010.

## الجوائز والمنح
في 2010 حصلت على منحة من مؤسسة آرت ماترز ART Matters ، ومن مركز الإبداع الثقافى. في 2009 حصلت على زمالة للفنانين في منتصف حياتهم المهنية من مؤسسة مجتمع كاليفورنيا (california community foundation). في 2008 حصلت على منحة من الصندوق العربى الثقافة والفنون-آفاق. في 1990 حصلت على جائزة من المؤسسة الوطنية لتقدم الفنون. ومن عام 1990 إلى 1994 حصلت على جائزة ميوزيك فيست (Musicfest) للفنانين الشباب.

تعمل ريم القاضى بالعوامل البصرية مثل الإعلام الرقمى، والتصوير الفوتوغرافى، والمبادرات النصية، والشأن الاجتماعي في الساحات العامة، والتفاعل الحميم بين شخصٍ وآخر.

## وصلات خارجية
تعبير بالشعر عن صور فوتوغرافية للفنانة ريم القاضي.
2013: Rheim AlKadhi, Here is My Life ..., Artist Talk